# 팔라우 대통령
팔라우의 대통령은 팔라우의 국가 원수이며, 정부의 수반이다.
팔라우는 1981년에 자치권을 획득 하였으며, 대통령 제도는 1981년부터 있었다. 임기는 4년이며, 1번의 연임이 가능하다.

## 팔라우의 대통령 목록
| 대 | 기       | 사진            | 이름                                                                   | 임기                   | 임기                         | 선거                                | 정당   |
| 대 | 기       | 사진            | 이름                                                                   | 취임일                 | 퇴임일                       | 선거                                | 정당   |
| -- | -------- | --------------- | ---------------------------------------------------------------------- | ---------------------- | ---------------------------- | ----------------------------------- | ------ |
| 1  | 1        |                 | 하루오 레멜리크 (1933.6.1 ~ 1985.6.30) Haruo Remeliik                  | 1981년 3월 2일         | 1984년                       | 1980년 대선 - 31.20% 1,955표        | 무소속 |
| 1  | 2        | 1984년          | 하루오 레멜리크 (1933.6.1 ~ 1985.6.30) Haruo Remeliik                  | 1985년 6월 30일 (사망) | 1984년 대선 - 50.94% 4,050표 |                                     | 무소속 |
| -  | 대행     |                 | 토머스 레멩게사우 시니어 (1929.11.28 ~ 2019.8.3) Thomas Remengesau Sr. | 1985년 6월 30일        | 1985년 7월 2일               | 대통령 권한 대행                    | 무소속 |
| 2  | 2 (승계) |                 | 알폰소 오트에롱 (1924.10.9 ~ 1994.8.30) Alfonso Oiterong               | 1985년 7월 2일         | 1985년 10월 25일             | 승계 (부통령, 1984년 대선으로 선출) | 무소속 |
| 3  | 3        |                 | 라자루스 살리이 (1936.11.17 ~ 1988.8.20) Lazarus Salii                 | 1985년 10월 25일       | 1988년 8월 20일 (사망)       | 1985년 대선 - 53.22% 4,077표        | 무소속 |
| 4  | 3 (승계) |                 | 토머스 레멩게사우 시니어 (1929.11.28 ~ 2019.8.3) Thomas Remengesau Sr. | 1988년 8월 20일        | 1989년 1월 1일               | 승계 (부통령)                       | 무소속 |
| 5  | 4        |                 | 응기랏켈 엣피슨 (1925.5.3 ~ 1997.8.1) Ngiratkel Etpison                | 1989년 1월 1일         | 1993년 1월 1일               | 1988년 대선 - 26.28% 2,392표        | 무소속 |
| 6  | 5        |                 | 쿠니오 나카무라 (1943.11.24 ~ 2020.10.14) Kuniwo Nakamura              | 1993년 1월 1일         | 1997년 1월 1일               | 1992년 대선 - 50.70% 4,841표        | 무소속 |
| 6  | 6        | 1997년 1월 1일  | 쿠니오 나카무라 (1943.11.24 ~ 2020.10.14) Kuniwo Nakamura              | 2001년 1월 1일         | 1996년 대선 - 64.33% 6,052표 |                                     | 무소속 |
| 7  | 7        |                 | 토머스 레멩게사우 주니어 (1956.2.29 ~ ) Thomas Remengesau Jr.          | 2001년 1월 1일         | 2005년 1월 1일               | 2000년 대선 - 53.20% 5,596표        | 무소속 |
| 7  | 8        | 2005년 1월 1일  | 토머스 레멩게사우 주니어 (1956.2.29 ~ ) Thomas Remengesau Jr.          | 2009년 1월 15일        | 2004년 대선 - 66.31% 6,260표 |                                     | 무소속 |
| 8  | 9        |                 | 존슨 토리비옹 (1946.7.22 ~ ) Johnson Toribiong                         | 2009년 1월 15일        | 2013년 1월 17일              | 2008년 대선 - 51.12% 4,942표        | 무소속 |
| 9  | 10       |                 | 토머스 레멩게사우 주니어 (1956.2.29 ~ ) Thomas Remengesau Jr.          | 2013년 1월 17일        | 2017년 1월 19일              | 2012년 대선 - 58.89% 6,140표        | 무소속 |
| 9  | 11       | 2017년 1월 19일 | 토머스 레멩게사우 주니어 (1956.2.29 ~ ) Thomas Remengesau Jr.          | 2021년 1월 21일        | 2016년 대선 - 51.32% 5,109표 |                                     | 무소속 |
| 10 | 12       |                 | 수랑겔 휩스 주니어 (1968.8.9 ~ ) Surangel S. Whipps Jr.                | 2021년 1월 21일        | 2025년 1월 21일              | 2020년 대선 - 56.71% 5,699표        | 무소속 |
| 10 | 13       | 2025년 1월 21일 | 수랑겔 휩스 주니어 (1968.8.9 ~ ) Surangel S. Whipps Jr.                | 현직                   | 2024년 대선 - 57.74% 5.626표 |                                     | 무소속 |